# Wildreservaat Ithala
Het wildreservaat Ithala (Engels: Ithala Game Reserve) is een natuurreservaat van 290 km², bestaande uit golvend, bergachtig doornland (thornveld) in het noorden van de Zuid-Afrikaanse provincie KwaZoeloe-Natal, op ongeveer 400 kilometer ten noorden van Durban. Het is een van de laatst ingestelde wildparken van het land. Het reliëf varieert van ongeveer 400 meter bij de rivier de Pongola tot 1450 meter in het Ngotshegebergte, waartussen zich een grote variëteit aan landschappen bevindt; van laagland en dichtbegroeide riviervalleien tot hooggelegen grasvlaktes, hellingen en rotsaanzichten. Er bevinden zich een aantal grote diersoorten, die allemaal zijn geïntroduceerd behalve de leeuw.
In de 19e eeuw behoorde het gebied tot de Zoeloes, totdat koning Dinuzulu kaCetshwayo (1868-1913) het in die tijd verkocht aan witte boeren. In 1973 begon de Natal Parks Board (nu Ezemvelo KZN Wildlife genoemd) met het opkopen van boerderijen in het gebied om er het reservaat te kunnen instellen.
In het gebied bevinden zich ook twee verlaten goudmijnen.